# Nyctemera fuscipenne
Nyctemera fuscipenne là một loài bướm đêm thuộc phân họ Arctiinae, họ Erebidae.